# Isaac Tondo
Isaac Tondo (ur. 2 maja 1981 w Monrovii) – liberyjski piłkarz grający na pozycji napastnika. W swojej karierze rozegrał 19 meczów i strzelił 5 goli w reprezentacji Liberii.

## Kariera klubowa
W sezonie 1999/2000 Tondo grał w indyjskim klubie FC Kochin. W 2000 roku wrócił do Liberii i w sezonie 2000/2001 występował w Saint Joseph Warriors FC. W 2002 roku grał w Saint Anthony FC, a w 2003 został zawodnikiem LPRC Oilers. Jego piłkarzem był do końca kariery, czyli do 2011 roku. W sezonie 2005 sięgnął z LPRC Oilers po dublet - mistrzostwo i Puchar Liberii.

## Kariera reprezentacyjna
W reprezentacji Liberii Tondo zadebiutował 2 lipca 2000 roku w przegranym 0:1 meczu [[Puchar Narodów Afryki 2002 (kwalifikacje)}|kwalifikacji do Pucharu Narodów Afryki 2002]] z Republiką Zielonego Przylądka, rozegranym w Mindelo. Od 2000 do 2005 wystąpił w kadrze narodowej 19 razy i strzelił 5 goli.